# دوکساپرام
دوکساپرام (به انگلیسی: Doxapram)
اشکال دارویی: آمپول

## موارد مصرف
هیدروکلرید دوکساپرام (دوپرام) (Doxapram Hydrochloride((Dopram) به‌عنوان محرک در درمان ضعف تنفسی، تضعیف تنفسی پس از اعمال جراحی یا آپنه‌ای که به دلیل مصرف شل‌کننده‌های عضلانی اسکلتی ایجاد نشده باشد، نارسایی حاد تنفسی در مبتلایان به بیماری انسدادی مزمن ریوی ونیز برای تحریک تنفس عمیق بعد از اعمال جراحی بکار می‌رود.

## مکانیسم اثر
این دارو با تأثیر بر گیرنده‌های شیمیایی شریان کاروتید موجب تحریک تنفس و در نتیجه افزایش حجم حیاتی و افزایش اندک تعداد تنفس می‌گردد. بتدریج با افزایش میزان مصرف دارو، مراکز تنفس در بصل‌النخاع نیز تحریک شده که این خود به‌طور پیشرونده، سایر قسمتهای مغز و طناب نخاعی را نیز تحریک می‌کند.

## فارماکوکینتیک
اثر دارو طی ۲۰ تا ۴۰ ثانیه شروع شده و پس از ۲۱ دقیقه به حداکثر می‌رسد. اثر دوکساپرام ۱۲۵ دقیقه به طول می‌انجامد. حدود ۵۵٪ آن از طریق صفرا دفع می‌گردد.

## عوارض جانبی
بروز عوارض قلبی عروقی مانند افزایش فشار خون، درد قفسه سینه، ضربان سریع یا نامنظم قلب، همولیز، ترومبوفلبیت، حملات هراس و ترمور گزارش شده است.